# Ryosuke Amo
Ryosuke Amo (天羽 良輔 Amo Ryosuke?), född 19 september 1983 i Tokushima prefektur, är en japansk före detta fotbollsspelare.
Amo började sin karriär 2006 i Tokushima Vortis. Efter Tokushima Vortis spelade han för Sony Sendai, Kamatamare Sanuki och FC Osaka. Han avslutade karriären 2015.